# Eliso Virsaladze
Eliso Virsaladze (Georgisch: ელისო ვირსალაძე) (Tbilisi, 14 september 1942) is een Georgische pianiste en muziekpedagoge. Ze heeft zowel als concertpianiste als docente een lange en diverse carrière opgebouwd, met optredens in verschillende landen en een aanzienlijke invloed op de muzikale opvoeding van jonge pianisten. Virsaladze is een polyglot: ze spreekt Georgisch, Engels, Duits, Frans, Italiaans, Spaans, Russisch en Pools.

## Vroege leven en opleiding
Eliso Virsaladze werd geboren in Tbilisi, de hoofdstad van Georgië, in een muzikale familie. Ze begon haar pianostudies op jonge leeftijd en volgde haar opleiding aan het Staatsconservatorium van Tbilisi, waar ze les kreeg van Tamara Zguliasjvili. Na haar studie in Georgië vervolgde ze haar opleiding in Moskou aan het Conservatorium van Moskou, waar ze onder andere les kreeg van Lev Naumov en Heinrich Neuhaus.

## Carrière
Virsaladze begon haar carrière als concertpianiste in de jaren 1960 en trad sindsdien op in diverse internationale concertzalen, waaronder in New York, Londen en Berlijn. Haar repertoire is breed en omvat werken van componisten als Mozart, Beethoven, Chopin en Schumann. Naast haar solocarrière heeft ze ook met orkesten gewerkt, onder leiding van verschillende dirigenten, en haar vertolkingen zijn vaak gewaardeerd om hun technische zorgvuldigheid en interpretatieve diepgang.

## Pedagogisch werk
Virsaladze heeft haar carrière ook gewijd aan het lesgeven en heeft vele jaren aan het conservatorium van Moskou lesgegeven. Ze heeft verschillende generaties pianisten opgeleid, van wie enkelen prijzen hebben gewonnen in internationale pianocompetities. Bekende studenten van haar zijn onder andere Boris Berezovski, Alexei Volodin, Yannick Van de Velde, Jong Hwa Park, Tony Yike Yang en Dmitri Sjisjkin. Haar benadering van lesgeven wordt gekarakteriseerd door een focus op zowel technische vaardigheden als muzikale expressie.

## Prijzen en onderscheidingen
Eliso Virsaladze heeft verschillende prijzen ontvangen voor haar werk als pianiste, waaronder de eerste prijs op de Internationale Pianowedstrijd van Maria Canals in Barcelona in 1965. Daarnaast is ze regelmatig uitgenodigd als jurylid bij internationale pianocompetities, waaronder de Koningin Elisabethwedstrijd, de Arthur Rubinstein International Piano Master Competition en het Internationaal Tsjaikovski-concours.
- Bibsys: 8016241
- Bibliothèque nationale de France: cb139494038 (data)
- Catàleg d'autoritats de noms i títols de Catalunya: 981058516824406706
- CiNii: DA10751393
- Gemeinsame Normdatei: 134924835
- International Standard Name Identifier: 0000 0000 8184 1872
- Library of Congress Control Number: n86862569
- Nationale Bibliotheek van Letland: 000148330
- MusicBrainz: 6d26ca05-8754-4763-aa9c-8ba7897ba64d
- Nationale Bibliotheek van Israël: 987007321431805171
- Nationale Bibliotheek van Polen: a0000002723155
- Système universitaire de documentation: 252694457
- Virtual International Authority File: 115589712
- WorldCat: E39PBJvxv6PXfprqXw47FtmWXd